# Football Club Messina Peloro 2006-2007
Questa voce raccoglie le informazioni riguardanti il Football Club Messina Peloro nelle competizioni ufficiali della stagione 2006-2007.

## Stagione
Nella stagione 2006-2007 il Messina disputa il decimo campionato di massima serie della sua storia e il quinto a girone unico. Dopo un inizio esaltante con 8 punti nelle prime 4 giornate il Messina cala nettamente andando a racimolare appena 18 punti nelle successive 34 gare, perdendo per il secondo anno consecutivo lo scontro diretto nel Derby dello Stretto perso (3-1) contro la Reggina e chiudendo il campionato all'ultimo posto con 26 punti, scavalcato proprio all'ultimo turno dall'Ascoli penultimo con 27 punti. Tre i tecnici che si sono alternati sulla panchina giallorossa, come spesso accade nelle annate storte. Le poche note positive della stagione sono le 19 reti messe a segno dal bomber Christian Riganò arrivato dalla Fiorentina, e la vittoria sul Palermo (2-0) nel derby siciliano con i rosanero, che sono stati la rivelazione del torneo. Discreto invece il percorso del Messina in Coppa Italia, nei primi turni in gara unica i Peloritani hanno eliminato nel primo turno il Sansovino, nel secondo turno il Piacenza, nel terzo turno la Lazio. Poi nel doppio turno degli ottavi di finale sono stati estromessi dalla competizione dall'Inter, che si è imposta in entrambe le gare.

## Rosa
Rosa aggiornata al 12 febbraio 2012
| N. |                           | Ruolo | Calciatore          |
| -- | ------------------------- | ----- | ------------------- |
| 1  | Italia (bandiera)         | P     | Marco Storari       |
| 1  | Italia (bandiera)         | P     | Gabriele Paoletti   |
| 3  | Italia (bandiera)         | A     | Massimo Minetti     |
| 4  | Italia (bandiera)         | C     | Manolo Pestrin      |
| 5  | Italia (bandiera)         | C     | Daniele De Vezze    |
| 6  | Nigeria (bandiera)        | C     | Mathew Olorunleke   |
| 8  | Costa d'Avorio (bandiera) | D     | Marco Zoro          |
| 9  | Italia (bandiera)         | A     | Christian Riganò    |
| 10 | Serbia (bandiera)         | A     | Ivica Iliev         |
| 11 | Italia (bandiera)         | A     | Arturo Di Napoli    |
| 12 | Italia (bandiera)         | P     | Saul Santarelli     |
| 13 | Italia (bandiera)         | D     | Angelo Rea          |
| 14 | Italia (bandiera)         | D     | Davide Arigò        |
| 14 | Italia (bandiera)         | D     | Andrea Giallombardo |
| 15 | Italia (bandiera)         | P     | Gabriele Ferla      |
| 16 | Giappone (bandiera)       | C     | Mitsuo Ogasawara    |
| 17 | Italia (bandiera)         | D     | Salvatore Masiello  |
| 18 | Italia (bandiera)         | A     | Sergio Floccari     |
| 19 | Italia (bandiera)         | D     | Alessandro Parisi   |
| 20 | Cile (bandiera)           | C     | Nicolás Córdova     |
| 21 | Honduras (bandiera)       | C     | Edgar Álvarez       |
| 22 | Italia (bandiera)         | A     | Adriano Montalto    |

| N. |                           | Ruolo | Calciatore           |
| -- | ------------------------- | ----- | -------------------- |
| 23 | Italia (bandiera)         | D     | Andrea Gaveglia      |
| 23 | Italia (bandiera)         | C     | Roberto D'Aversa     |
| 24 | Italia (bandiera)         | C     | Carmine Coppola      |
| 27 | Italia (bandiera)         | D     | Marco Zanchi         |
| 28 | Costa d'Avorio (bandiera) | A     | Ibrahima Bakayoko    |
| 30 | Slovenia (bandiera)       | C     | Rok Štraus           |
| 31 | Italia (bandiera)         | D     | Enrico Morello       |
| 32 | Francia (bandiera)        | D     | Vincent Candela      |
| 33 | Italia (bandiera)         | D     | Mark Iuliano         |
| 41 | Italia (bandiera)         | C     | Salvatore Sullo      |
| 46 | Italia (bandiera)         | C     | Andrea Tummiolo      |
| 60 | Italia (bandiera)         | D     | Giuseppe Di Salvo    |
| 62 | Italia (bandiera)         | A     | Antonio Montella     |
| 67 | Italia (bandiera)         | C     | Girolamo Provenzano  |
| 70 | Italia (bandiera)         | D     | Domenico Bombara     |
| 71 | Italia (bandiera)         | P     | Alessandro Cesaretti |
| 77 | Italia (bandiera)         | C     | Luigi Lavecchia      |
| 83 | Italia (bandiera)         | A     | Vittorio Bernardo    |
| 86 | Camerun (bandiera)        | C     | Antonio Ghomsi       |
| 87 | Italia (bandiera)         | C     | Pierpaolo Ruiz       |
| 88 | Italia (bandiera)         | P     | Nicholas Caglioni    |
| 89 | Italia (bandiera)         | D     | Gaetano Calà         |

## Risultati

### Serie A

#### Girone di andata
| Arbitro: | Mazzoleni (Bergamo) |

|            |           |  |
| Zanchi 73’ | Marcatori |  |

| Arbitro: | Banti (Livorno) |

|              |           |            |
| Perrulli 88’ | Marcatori | 62’ Riganò |

| Arbitro: | Saccani (Mantova) |

|                 |           |  |
| Riganò 25’, 85’ | Marcatori |  |

| Arbitro: | Farina (Novi Ligure) |

|                         |           |                          |
| Mascara 58’ Spinesi 61’ | Marcatori | 33’ Floccari 64’ Cordova |

| Arbitro: | Dondarini (Finale Emilia) |

|  |           |                  |
|  | Marcatori | 75’ Danilevicius |

| Arbitro: | Ayroldi (Molfetta) |

|                                 |           |                   |
| Konko 45’ Frick 90’ Cozza 90+2’ | Marcatori | 20’ (rig.) Riganò |

| Arbitro: | Gava (Conegliano) |

|                         |           |                       |
| Riganò 9’ Ogasawara 50’ | Marcatori | 32’ Saudati 64’ Buscé |

| Arbitro: | Pieri (Lucca) |

|                                    |           |           |
| Zaccardo 25’ Di Michele 41’ (rig.) | Marcatori | 7’ Riganò |

| Arbitro: | Girardi (San Donà di Piave) |

|                             |           |                |
| Riganò 45+1’ Floccari 90+3’ | Marcatori | 34’ Tiribocchi |

| Arbitro: | Romeo (Verona) |

|              |           |             |
| Stellone 60’ | Marcatori | 36’ Cordova |

| Arbitro: | Giannoccaro (Lecce) |

|                        |           |                             |
| Cordova 35’ Riganò 65’ | Marcatori | 53’ M. Esposito 90+3’ Conti |

| Arbitro: | Ayroldi (Molfetta) |

|                   |           |                                       |
| Riganò 56’ (rig.) | Marcatori | 11’, 82’ Mauri 59’ Pandev 84’ Makinwa |

| Arbitro: | Gava (Conegliano) |

|             |           |  |
| Maldini 13’ | Marcatori |  |

| Arbitro: | Morganti (Ascoli Piceno) |

|  |           |                                        |
|  | Marcatori | 20’ D. Franceschini 90+1’ Quagliarella |

| Arbitro: | Farina (Novi Ligure) |

|                                            |           |                           |
| Bombardini 28’ Ferreira Pinto 57’ Doni 67’ | Marcatori | 76’ Cordova 85’ Di Napoli |

| Arbitro: | Stefanini (Prato) |

|                               |           |  |
| Materazzi 49’ Ibrahimović 59’ | Marcatori |  |

| Arbitro: | Giannoccaro (Lecce) |

|               |           |            |
| Di Napoli 73’ | Marcatori | 77’ Paponi |

| Arbitro: | Bergonzi (Genova) |

|                                              |           |  |
| Toni 18’ Potenza 22’ Liverani 45+2’ Mutu 51’ | Marcatori |  |

| Arbitro: | Rocchi (Firenze) |

|                     |           |             |
| Parisi 90+2’ (rig.) | Marcatori | 39’ Mancini |

#### Girone di ritorno
| Arbitro: | Ciampi (Roma) |

|              |           |  |
| Iaquinta 77’ | Marcatori |  |

| Arbitro: | Tagliavento (Terni) |

|                   |           |                        |
| Parisi 77’ (rig.) | Marcatori | 90’, 90+4’ M. Paolucci |

| Arbitro: | Rizzoli (Bologna) |

|                                        |           |                   |
| R. Bianchi 13’ Amoruso 54’, 72’ (rig.) | Marcatori | 27’ (rig.) Riganò |

| Arbitro: | Paparesta (Bari) |

|            |           |             |
| Zanchi 35’ | Marcatori | 60’ Mascara |

| Arbitro: | Farina (Novi Ligure) |

|                                     |           |          |
| Fiore 26’ C. Lucarelli 69Goal’ (78) | Marcatori | 78’ Zoro |

| Arbitro: | Pantana (Macerata) |

|               |           |  |
| Alvarez 90+3’ | Marcatori |  |

| Arbitro: | De Marco (Chiavari) |

|                                 |           |             |
| Saudati 14’, 62’ Marzoratti 35’ | Marcatori | 89’ Alvarez |

| Arbitro: | Ayroldi (Molfetta) |

|                 |           |  |
| Riganò 45’, 65’ | Marcatori |  |

| Arbitro: | Pieri (Lucca) |

|              |           |                   |
| Sammarco 73’ | Marcatori | 87’ (rig.) Riganò |

| Arbitro: | Bertini (Arezzo) |

|  |           |                                          |
|  | Marcatori | 26’ Muzzi 77’ (rig.) Rosina 85’ Stellone |

| Arbitro: | Bergonzi (Genova) |

|                        |           |  |
| Biondini 12’ Budel 24’ | Marcatori |  |

| Arbitro: | Girardi (San Donà di Piave) |

|                  |           |  |
| G. Stendardo 45’ | Marcatori |  |

| Arbitro: | Rosetti (Torino) |

|                |           |                                  |
| Masiello 90+3’ | Marcatori | 15’ Kakà 30’ Favalli 86’ Ronaldo |

| Arbitro: | Banti (Livorno) |

|                                                   |           |            |
| Ziegler 13’ D. Franceschini 84’ G. Delvecchio 90’ | Marcatori | 54’ Riganò |

| Messina 29 aprile 2007, ore 15:00 34ª giornata | Messina           | 0 – 0 referto | Atalanta | Stadio San Filippo\| Arbitro: \| Stefanini (Prato) \| |
| Arbitro:                                       | Stefanini (Prato) |               |          |                                                       |

| Arbitro: | Celi (Campobasso) |

|  |           |            |
|  | Marcatori | 73’ Crespo |

| Arbitro: | Gava (Conegliano) |

|                                                 |           |            |
| G. Rossi 23’, 31’ Muslimovic 29’ Gasbarroni 34’ | Marcatori | 87’ Riganò |

| Arbitro: | Velotto (Grosseto) |

|                        |           |                                  |
| Riganò 81’, 88’ (rig.) | Marcatori | 25’ (rig.) Pazzini 57’ Gamberini |

| Arbitro: | Pierpaoli (Firenze) |

|                                     |           |                       |
| Totti 10’, 73’ Mancini 19’ Rosi 83’ | Marcatori | 9’ Riganò 75’ Cordova |

### Coppa Italia

#### Turni in gara unica
| Arbitro: | Giannoccaro (Lecce) |

|  |           |                |
|  | Marcatori | 37’ C. Coppola |

| Arbitro: | Orsato (Schio) |

|                                     |           |  |
| Nocerino 43’ (aut.) Di Napoli 90+1’ | Marcatori |  |

| Arbitro: | Pieri (Lucca) |

|                                          |           |                            |
| Iliev 2’ Cordova 5’ Di Napoli 102’, 105’ | Marcatori | 7’, 70’ Pandev 115’ Rocchi |

#### Ottavi di finale
| Arbitro: | Stefanini (Prato) |

|  |           |          |
|  | Marcatori | 40’ Cruz |

| Arbitro: | Squillace (Catanzaro) |

|                                              |           |  |
| Burdisso 27’, 72’ Gonzalez 37’ Andreolli 62’ | Marcatori |  |